# وادي النطرون (مركز)
مركز وادي النطرون، مركز إداري مصري. يقع في جنوب محافظة البحيرة الواقعة أقصى شمال جمهورية مصر العربية. مدينة وادي النطرون عاصمة المركز.